# はっきりしようぜ/泳げないMermaid/愛されルート A or B?
『はっきりしようぜ/泳げないMermaid/愛されルート A or B?』（はっきりしようぜ / およげないマーメイド / あいされルート エー・オア・ビー）は、2021年6月23日にアップフロントワークス（hachamaレーベル）から発売、および配信されたアンジュルムの12枚目のシングル。

## 概要
- アンジュルムとしては『泣けないぜ…共感詐欺/Uraha=Lover/君だけじゃないさ...friends(2018アコースティックVer.)』以来5作ぶり7枚目のトリプルA面シングル。
- 5期メンバーである笠原桃奈にとっては在籍時最後の参加シングル[注 2]。
- 9期メンバーである川名凜・為永幸音・松本わかな初参加シングル。
- 1曲目に収録されている「はっきりしようぜ」は、スターダストレビューが2020年に発表した同名曲のカバー。
- 初回生産限定盤A・B・C・スペシャル（以下SP）、通常盤A・B・Cの7形態での発売。SPを含む初回生産限定盤はCD+DVD、通常盤はCDのみの商品構成。初回生産限定盤SPのみ『イベント抽選シリアルナンバーカード』が封入されている。通常盤の初回仕様のみ、トレカサイズ生写真ソロ10種+集合1種よりランダムにて1枚封入（通常盤Aは「はっきりしようぜ」Ver.、通常盤Bは「泳げないMermaid」Ver.、通常盤Cは「愛されルート A or B?」Ver.）。
- 初回生産限定盤SPに収録されている「SHAKA SHAKA TO LOVE」は2020年12月24日に配信限定リリースされた同グループの楽曲であり、同盤がCD初収録である。

## 収録曲

### 初回生産限定盤A・B・C・通常盤A・B・C
1. はっきりしようぜ [3:45]
  - 作詞・作曲：根本要、編曲：鈴木俊介
  - TBSテレビ（関東ローカル）『ふるさとの未来』2021年6月度（第56回 - 第61回）エンディングテーマ
  - KNB北日本放送「でるラジ 今週のうた」週間パワープレイレコメンドソング[6]
  - BSN新潟放送「ウィークリーチューン」レコメンドソング[7]
  - YBS山梨放送「Oh!My Hits」パワープレイレコメンドソング[7]
  - KRY山口放送「KRY Morning Up」10時台エンディングテーマ[8]
  - NIB長崎国際テレビ「AIR」7月度オープニングテーマ[9]
  - BS日テレ「ボウリング革命 P★League」（第90戦 - 第94戦）エンディングテーマ
2. 泳げないMermaid [4:04]
  - 作詞：井筒日美、作曲：星部ショウ、編曲：平田祥一郎
  - BSS山陰放送「Mポイント」今週の1曲[10]
  - 栃木放送 パワープレイレコメンドソング[11]
  - テレビ東京（ローカルセールス）『ハロドリ。』2021年7月・8月度エンディングテーマ
3. 愛されルート A or B? [3:48]
  - 作詞：山崎あおい、作曲・編曲：山崎真吾
4. はっきりしようぜ（Instrumental）
5. 泳げないMermaid（Instrumental）
6. 愛されルート A or B?（Instrumental）

### 初回生産限定盤SP
1. はっきりしようぜ
2. 泳げないMermaid
3. 愛されルート A or B?
4. SHAKA SHAKA TO LOVE [3:24]
  - 作詞：児玉雨子、作曲：星部ショウ、編曲：鈴木俊介
5. はっきりしようぜ（Instrumental）
6. 泳げないMermaid（Instrumental）
7. 愛されルート A or B?（Instrumental）
8. SHAKA SHAKA TO LOVE（Instrumental）

### 付属DVD
初回生産限定盤A付属DVD
1. はっきりしようぜ（Music Video）

初回生産限定盤B付属DVD
1. 泳げないMermaid（Music Video）

初回生産限定盤C付属DVD
1. 愛されルート A or B?（Music Video）

初回生産限定盤SP付属DVD
1. はっきりしようぜ（Dance Shot Ver.）
2. 泳げないMermaid（Dance Shot Ver.）
3. 愛されルート A or B?（Dance Shot Ver.）
4. SHAKA SHAKA TO LOVE（Music Video）

## リリース日一覧
| 地域 | リリース日    | レーベル               | 規格                 | カタログ番号                       |
| ---- | ------------- | ---------------------- | -------------------- | ---------------------------------- |
| 日本 | 2021年6月23日 | hachama/UP-FRONT WORKS | CDマキシシングル+DVD | HKCN-50656〜7（初回生産限定盤A）   |
| 日本 | 2021年6月23日 | hachama/UP-FRONT WORKS | CDマキシシングル+DVD | HKCN-50658〜9（初回生産限定盤B）   |
| 日本 | 2021年6月23日 | hachama/UP-FRONT WORKS | CDマキシシングル+DVD | HKCN-50660〜1（初回生産限定盤C）   |
| 日本 | 2021年6月23日 | hachama/UP-FRONT WORKS | CDマキシシングル+DVD | HKCN-50662〜3（初回生産限定盤SP）  |
| 日本 | 2021年6月23日 | hachama/UP-FRONT WORKS | CDマキシシングル     | HKCN-50664（通常盤A）              |
| 日本 | 2021年6月23日 | hachama/UP-FRONT WORKS | CDマキシシングル     | HKCN-50665（通常盤B）              |
| 日本 | 2021年6月23日 | hachama/UP-FRONT WORKS | CDマキシシングル     | HKCN-50666（通常盤C）              |
| 日本 | 2021年6月23日 | hachama/UP-FRONT WORKS | ダウンロードシングル | HKCN-50664（LC-AAC）               |
| 日本 | 2021年6月23日 | hachama/UP-FRONT WORKS | ダウンロードシングル | HKCN-50664-HR（FLAC・96kHz/24bit） |

## 参加メンバー
- 2期：竹内朱莉
- 3期：佐々木莉佳子
- 4期：上國料萌衣
- 5期：笠原桃奈
- 6期：船木結[注 3]、川村文乃
- 7期：伊勢鈴蘭
- 8期：橋迫鈴
- 9期：川名凜、為永幸音、松本わかな